# Sciences du jeu
Ne doit pas être confondu avec théorie des jeux.
Les sciences du jeu (game studies en anglais) forment un champ de recherche pluridisciplinaire consacré à l'étude des jeux.
Le thème du jeu a été relativement peu étudié par les sciences sociales, malgré son caractère universel et la place qu'il a occupé dans la réflexion des philosophes antiques comme Platon et Aristote. Si quelques historiens, sociologues, ethnologues et philosophes comme Eugen Fink, Leo Frobenius, Johan Huizinga, Roger Caillois, ou encore Colas Duflo, ont déjà abordé le sujet, ce n'est que récemment qu'il fait l'objet d'un champ de recherche structuré à part entière, encouragé par le succès culturel et économique des jeux sur support numérique.

## Terminologie
En anglais, le champ de recherche est désigné sous le nom de game studies, mais le terme ludologie est parfois utilisé en français, bien qu'il soit problématique car il désigne également une école théorique particulière. Cependant, le terme désigne un ensemble de travaux académiques convergent dans l'étude du jeu :

« Les games studies se définissent comme un ensemble interdisciplinaire dans lequel s’interpénètrent les méthodes de disciplines constituées (histoire, sociologie, psychologie, anthropologie) et de disciplines transversales (génétique textuelle, sémiotique, narratologie et ludologie). »

— Marc Marti et Raphaël Baroni, De l’interactivité du récit au récit interactif

## Historique
Si les premières traces d’écrits s’intéressant à l’étude du jeu peuvent être datées depuis la Grèce antique, notamment chez Aristote dans l'Éthique à Nicomaque, ce n’est qu'au XXe siècle que l’appellation « Sciences du jeu » (ou ludologie) est apparue. Jusque-là, l’étude du jeu était ancrée dans la sociologie et l’anthropologie, avec les travaux de Roger Caillois et Johan Huizinga, bien qu'il faille noter son intérêt et son usage dans l'étude des mathématiques ou encore de la philosophie,.
Vers la fin du XXe siècle et avec la 5e génération de console (PlayStation, Nintendo 64, entre autres) est apparu un intérêt grandissant pour l’étude du jeu sur support informatique (jeu vidéo).
En 1938, Johan Huizinga définit le jeu comme « une action ou une activité volontaire, accomplie dans certaines limites fixées de temps et de lieu, suivant une règle librement consentie mais complètement impérieuse, pourvue d’une fin en soi, accompagnée d’un sentiment de tension et de joie, et d’une conscience d’"être autrement” que dans la “vie courante” ». On remarque que parmi les six points composant sa définition, trois d'entre eux concernent l'état du joueur (une activité volontaire, sentiment de tension et de joie, une conscience d’“être autrement” ). Vingt ans plus tard, Roger Caillois ajoutera à cette définition que jouer est une activité "improductive" et dont le résultat est "incertain". Il parlera également, toujours dans Les Jeux et les Hommes, d'un système de classification des jeux basé sur l'expérience du joueur lors dudit jeu.
Une institutionnalisation progressive de ces recherches a eu lieu, au début des années 2000, autour de nouvelles publications (principalement dans le milieu anglophone) telles que Games Studies, revue fondée par Espen Aarseth en 2001, et Games and Culture en 2006. De même, des conférences ont été organisées par des associations telles que la DiGRA (Digital Games Research Association). Très tôt, les Games Studies se sont caractérisées par la pluridisciplinarité des chercheurs s’y consacrant. Ceux-ci provenaient, en effet, autant des sciences informatiques, IHM, mathématiques, que des sciences humaines et sociales telles que la sociologie, la psychologie ou l’économie.
Aujourd’hui, les sciences du jeu comprennent un ensemble d'approches, avec une spécialisation apparente, orientant parfois ses débats, entre la narratologie et la ludologie. Les sciences traditionnelles[Quoi ?] participent, elles aussi, à l’analyse et de manière générale à l’émergence de ce domaine.
Les recherches de Huizinga et de Caillois nourriront celles des chercheurs à venir, que ce soit avec le jeu dans son aspect global, dans des jeux spécifiques comme les échecs ou les jeux de rôle, jusqu'au jeu vidéo.

## Conflit théorique en Game Studies

### Narratologie et Ludologie
Le débat entre la narratologie et la ludologie est souvent au centre des sujets de Game Studies.
- La narratologie est un courant théorique approchant les jeux vidéo comme une narration, au même titre que les films et romans, et l’analysant ainsi en se basant sur ses éléments de fictions, l’histoire et ses moyens de les délivrer aux joueurs.

- La ludologie (du latin ludus, jeu) est un courant théorique utilisant des méthodes d’analyse propres au jeu au lieu d’autres méthodes traditionnelles d’analyses. Ce courant prime l’analyse des procédés de “play” et “fun”, et des mécaniques de jeu permettant leur création.

L’idée qu’un jeu vidéo est radicalement différent des autres médiums de narrations à amener au développement de nouvelles approches de critiques centrées sur le jeu en lui-même, mais aussi à de nouvelles méthodes d’étude et de théorisation des jeux vidéo.

« I'll be making a simple point. That computer games and narratives are very different phenomena and, as a consequence, any combination of the two, like in "interactive fiction", or "interactive storytelling" faces enormous problems. »

— Jesper Juul, A Clash between Game and Narrative
Beaucoup de ludologues croient que les deux sont incapables de coexister tandis que nombreux de narratologues pensent que ces deux courants sont similaires et coexistent, mais doivent être étudiés séparément.
Certains ludologues refusent qu’une notion de narratologie soit appliquée aux jeux vidéo. Ainsi, Jesper Juul, ludologue reconnu, prône une distinction forte entre ludologie et narratologie. Pour lui, la narratologie et la ludologie ne peuvent pas exister ensemble, car elles sont fondamentalement différentes. Juul explique en 2001, que la plus grande différence entre les deux concepts est que dans une narration, les événements doivent se suivre les uns les autres alors que dans un jeu, le joueur a le contrôle de ce qu’il se passe.

### ApprocheGame-CentricetPlay-Centric
La distinction entre les approches game et play-centric se forme sur les nuances dans les définitions anglaises de Game, étant relatif au support du jeu et ses règles, et Play, étant l'activité/l'action de jouer.
- L'approche Game Studies met au cœur de l'analyse le système de règles et le support. Cette théorie étudie le jeu comme une structure de règles et de mécaniques strictes.

« A game is a system in which players engage in an artificial
conflict, defined by rules, that results in a quantifiable
outcome. »

— Salen & Zimmerman, Rules Of Play: Game Design Fundamentals
- L'approche Play Studies étudie principalement l'activité de jeu en elle-même et l'expérience de jeu, du moins de vue des joueurs. Cette théorie analyse le ressenti des joueurs lors de l'activité du jeu, en se basant sur la psychologie et sociologie. Cette approche définit l'action de jouer par l'attitude d'une personne par rapport à une action et cherche alors pourquoi le jeu apparaît et disparaît comme il le fait. Henriot explique alors que : "on peut faire quelque chose sans jouer, on peut faire la même chose par jeu", la différence ne tenant finalement qu'à la signification que le joueur attribue à son acte[18] :

« Qu'il s'agisse de jeu ou de jouet, ces réalités n'ont de sens et de fonction que parce qu'elles sont l'objet d'un jouer (play) qui tient lui-même au jeu que le joueur, par son attitude, introduit et maintient entre son jeu et lui. »

— Jacques Henriot, Le jeu, 1969, p. 48
Les auteurs Salen et Zimmerman, que l'on rapproche souvent du paradigme game-centric[réf. nécessaire], parviennent à une conclusion similaire lorsqu'ils écrivent au sujet de la manière (play) dont les joueurs interagissent dans la situation ludique :

« Play is situated within the game but play doesn’t come from the game itself but from the way the players interact w the game in order to play it. Meaningful play emerges from the interaction btw players and the system of the game, as well as from the context in which the game is played. »

— Salen & Zimmerman, Rules Of Play: Game Design Fundamentals

## Dans le game design moderne

### L'approche Player-Centric en game design
L'approche play-centric (de l'anglais "play", jouer, et "centric", centré sur) est un courant théorique contemporain des sciences du jeu.
Il consiste à faire passer les intérêts du joueur en premier lors de la conception d'un jeu, en opposition avec l'approche game-centric qui pense d'abord les systèmes de jeu indépendamment de la perspective du joueur.

L'approche play-centric trouve en partie ses racines dans le travail de Jacques Henriot, bien avant l'apparition même du terme. Henriot décrit dans Le Jeu (1969) le jeu non pas comme objet technique, mais comme l'attitude du joueur lors du jeu. Ainsi, selon lui, le joueur est celui qui fait du jeu un jeu :

« Des enfants surgissent : "Attention, Monsieur, vous marchez dans notre jeu !"
Des cailloux alignés par terre, qu'est-ce-que c'est ? Le passant l'ignore. Le jeu n'est rien d'autre que ce que fait le joueur quand il joue. Une fois qu'il a cessé de jouer, que reste-t-il de son jeu ? Les joueurs envolés, les cailloux retournent à l'état de cailloux. »

— Jacques Henriot, Le Jeu, Paris, PUF, 1969, p 83-84

Un des procédés player-centric les plus populaires explique que le designer, dans les premières étapes de la création, définit son audience et le rôle de celle-ci lors du jeu. Il fait également appel à des joueurs test lors des phases finales de la conception, à l'aide de questionnaires et d'interviews.
Ainsi, le studio de développement obtient les retours que les autres modèles de développement auraient obtenu seulement à la sortie du jeu. D'un point de vue game design, obtenir l'avis de joueur extérieur à toute la phase de développement apporte une dimension nouvelle et permet de mettre le doigt sur des problèmes que le studio n'aurait pas vus, afin de prendre du recul par rapport au développement. C'est donc une avance considérable en termes de temps et de moyens développés, et cela permet une meilleure fidélisation de la communauté qui verra ses retours affecter le développement du jeu.

### L'approche Player-Centric comme modèle économique appliqué: l'accès anticipé
De nos jours 15% des jeux sur Steam utiliseraient le modèle de l'accès anticipé( ou early access en anglais). Ce mode de financement et de développement de jeux vidéo s'appuie sur l'étude du jeu par l'approche play-centric en recueillant régulièrement les avis d'une communauté active de joueurs.

Ce modèle est souvent utilisé par les développeurs et studios indépendants. Ils s'assurent une base de fans autour de leur jeu avant même la sortie de celui-ci tout en informant le public que le jeu est encore inachevé. Au fil des années de nombreux jeux sont issus de ce processus de développement comme Minecraft ou Subnautica, légitimant aux yeux de l'industrie le modèle de l'accès anticipé.

« L'accès anticipé est un outil qui vous permet de développer votre jeu avec l'aide de la communauté en lui donnant accès à votre titre avant sa sortie officielle. »

— Accès anticipé - Documentation Steamworks
Ainsi ce modèle permet non seulement des mises à jours plus nombreuses mais aussi plus proche des attentes des joueurs.

« developers update their games more frequently in the early access stage. »

— Dayi Lin, Cor-Paul Bezemer & Ahmed E. Hassan, An empirical study of early access games on the Steam platform
Grâce à cela les joueurs se sentent, à raison, investies dans le développement du jeu qu'ils suivent. Les jeux en accès anticipé recueillent en général des critiques plus positives dans leur phase de pré-lancement

« From the perspective of player-centric approach, the best practice is to involves players in the early stage of game design explicitly in pre-production stage »

— A. Kerr, "Representing users in the design of digital games", in Proceedings of Computer Games and Digital Cultures Conference, (2002), pp. 277–295.
. Sur Steam, de nombreuses règles encadrent les jeux en accès anticipé. Évitant ainsi que les développeurs ne promettent des ajouts irréalistes ou des projets frauduleux.

## Limites
Malgré la mise en place de méthode d'analyse permettant de référencer les jeux et de les décortiquer, il est néanmoins très compliqué de ne pas faire intervenir une note de subjectivité, car malgré le côté académique de ces référencements, le joueur ne peut réellement se baser que sur son ressenti. De plus, les expériences personnelles de chacun influencent grandement les analyses et les jugements, ce qui permet l'émergence d'une pluralité des analyses. Là où l'approche du game est par définition objective, car elle analyse l'objet en tant que tel et ses règles de jeu, l'approche play entre en conflit en se basant sur l'expérience de jeu, qui est donc propre à chaque joueur et par conséquent subjective. L'analyse n'est donc pas entièrement objective et ne peut s'imposer comme une vérité acquise, sachant qu'elle ne se base pas sur des éléments objectifs dénués de parti pris.

« [...] le play qui se donne comme un acte de la subjectivité, comme un processus de subjectivation, résiste à l'objectivation et pose problème. »

— Mathieu Triclot, Game studies ou études du play ?
Une lecture croisée de Jacques Henriot et de Jesper Juul

« Le risque ici est de se retrouver cantonné à une forme de subjectivisme ou à l'introspection comme seule méthode. »

— Mathieu Triclot, Game studies ou études du play ?
Une lecture croisée de Jacques Henriot et de Jesper Juul

« Autant il est facile de décrire des propriétés du médium, qu’il
s’agisse des spécifications du matériel, des formes graphiques qui
s’affichent à l’écran ou des systèmes de règles, autant il est difficile de
produire une description objective de "ce que cela fait que de jouer",
d’une "forme d’expérience". »

— Matthieu Triclot

## Revues scientifiques
- Game Studies, revue scientifique en ligne anglophone, lancée en 2001 par Espen Aarseth. Deux numéros par an sont publiés.
- Games and Culture, revue scientifique en ligne anglophone, publiée par Sage Publications depuis 2006. Quatre numéros par an sont publiés.
- Eludamos, Journal for Computer Game Culture, revue scientifique en ligne anglophone, publiée depuis 2007. Deux numéros par an sont publiés[1].
- Sciences du Jeu, revue scientifique francophone, publiée depuis 2013[24] par le centre de recherche EXPERICE (Université Paris 13).
- Ludocorpus, site de revue et de référencement des publications et événements scientifiques sur la recherche sur le jeu. Publié par le GIS Jeu et Sociétés (universités Paris Nanterre, La Sorbonne, Paris Descartes et Paris 13).